# UMshwathi
uMshwathi es un municipio local sudafricano situado en el distrito de Umgungundlovu, en la provincia de KwaZulu-Natal.

## Superficie
uMshwathi tiene una superficie de 1866 km².

## Demografía
En 2022, tenía 118 478 habitantes, una densidad poblacional de 63,50 hab./km², y 24 987 viviendas.